# محمد بیگ تالش
محمد بیگ تالش از فرماندهان بلندپایه نظامی اهل تالش بود که در خلخال سکونت داشت و به طریقت صفویه خدمت می‌کرد. زمانی که شیخ جنید (متوفی ۱۴۶۰) رهبر صفویه در قید حیات بود، محمد بیگ با دخترش شاه‌پاشا خاتون ازدواج کرد. شاه‌پاشا خاتون تنها خواهر بازماندهٔ شیخ حیدر بود. او بعدها لَلِـه (سرپرست) شاه اسماعیل یکم شد و نقش مهمی در به قدرت رسیدن او ایفا کرد. این ازدواج، اتحادی را به همراه داشت که به خاندان صفوی در آخرین مرحله از مبارزه برای قدرت کمک کرد. محمد بیگ و همسرش، نقش اساسی در عبور امن اسماعیل از گیلان به اردبیل از راه تالش و در آستانهٔ قیام او داشتند.